# Canthigaster margaritata
Il pesce cofano (Canthigaster margaritata (Rüppell, 1829)) è un pesce osseo d'acqua salata appartenente alla famiglia Tetraodontidae.